# توماس أغيليرا
توماس أغيليرا (15 نوفمبر 1988 - ) (بالإسبانية: Tomás Aguilera)‏ هو لاعب كرة طائرة المكسيك. شارك في الكرة الطائرة في الألعاب الأولمبية الصيفية 2016.

## وصلات خارجية
- توماس أغيليرا على موقع أوليمبيديا (الإنجليزية)